# Amblyaspis dalhousianus
Amblyaspis dalhousianus är en stekelart som först beskrevs av Durgadas Mukerjee 1978.  Amblyaspis dalhousianus ingår i släktet Amblyaspis och familjen gallmyggesteklar. Inga underarter finns listade i Catalogue of Life.